# Vermeer (restaurant)
Restaurant Vermeer is een restaurant dat gevestigd is in het NH Collection Hotel Barbizon Palace in Amsterdam, Nederland. Het restaurant werd geopend in 1988.
In 2022 kende GaultMillau het restaurant 18 van de maximaal 20 punten toe.
De chef-kok is Christopher Naylor.

## Voormalige chef-koks
In het verleden waren de volgende chef-koks actief bij Restaurant Vermeer: Hans de Leers (1988), Gert-Jan Hageman (1989 – 1993), Edwin Kats (1997 – 2000), Pascal Jalhaij (2001 – 2004).

## Stergeschiedenis
- 1993 – 2000: één ster[9][10]
- 2001: geen sterren[11]
- 2002: één ster[11]
- 2003 – 2004: twee sterren[11]
- 2005 – 2007: één ster[11][12]
- 2008 – 2010: geen sterren[12]
- 2011 – 2022: één ster[12][13][14][15]
- 2022 - heden, geen sterren

Vanwege het feit dat Michelin de sterren toekent aan een restaurant/chef-kok-combinatie, verliest een restaurant doorgaans zijn ster(ren) wanneer een chef-kok vertrekt.